# Вільгельм Райн
Вільгельм Райн (нім. Wilhelm Rhein; 10 березня 1887, Радун — 24 липня 1964, Дюссельдорф) — німецький офіцер, контрадмірал крігсмаріне.

## Біографія
3 квітня 1907 року вступив на флот. Учасник Першої світової війни. З 15 березня 1917 року — командир підводного човна SM UB-24, з 23 квітня по 25 серпня 1917 року — SM UB-16, з 8 серпня 1917 по 21 квітня 1918 року — SM UB-30, з 16 квітня по 11 листопада 1918 року — SM UB-112. Всього за час бойових дій потопив 22 кораблі загальною водотоннажністю 28 929 тонн і пошкодив 3 кораблі загальною водотоннажністю 13 967 тонн. Після демобілізації армії залишений на флоті. 30 червня 1935 року вийшов у відставку.
24 серпня 1939 року переданий в розпорядження крігсмаріне і призначений начальником штабу командувача береговою обороною Східної Пруссії та укріпленнями Піллау. З 26 вересня 1939 року — начальник штабу представника ВМС в Данцигу, з 18 грудня 1939 по червень 1940 року — Головного управління морських озброєнь ОКМ. З 22 серпня 1940 року — представник верфей у Франції. З 20 жовтня 1940 року — знову начальник штабу Головного управління морських озброєнь ОКМ. З 1 вересня 1942 по 8 травня 1945 року — начальник начальник групи досліджень, винаходів і патентування Головного управління морських озброєнь ОКМ.

## Звання
- Морський кадет (3 квітня 1907)
- Фенріх-цур-зее (21 квітня 1908)
- Лейтенант-цур-зее (28 вересня 1910)
- Оберлейтенант-цур-зее (27 вересня 1913)
- Капітан-лейтенант (17 вересня 1917)
- Корветтен-капітан (1 квітня 1926)
- Фрегаттен-капітан (1 жовтня 1931)
- Капітан-цур-зее (1 жовтня 1933)
- Контрадмірал до розпорядження (1 вересня 1942)

## Нагороди
- Залізний хрест
  - 2-го класу (4 серпня 1915)
  - 1-го класу (1 вересня 1917)
- Ганзейський Хрест (Гамбург)
- Військовий Хрест Фрідріха-Августа (Ольденбург) 2-го (із застібкою «Перед ворогом») і 1-го класу
- Королівський орден дому Гогенцоллернів, лицарський хрест з мечами (2 листопада 1918)
- Нагрудний знак підводника (1918)
- Знак Заслуг 2-ї морської бригади Ергардта
- Фландрійський хрест із застібкою «Морська війна»
- Почесний хрест ветерана війни з мечами (15 жовтня 1934)